# Видмар, Йосип
Йосип Видмар (словен. Josip Vidmar, 14 октября 1895, Любляна, Австро-Венгрия — 11 апреля 1992, Любляна, Словения) — словенский литературный критик, эссеист и политик. С 1944 по 1946 занимал пост президента президиума Словенского совета национального освобождения, с 1952 по 1976 год — президента Словенской академии наук и искусств, а в период с 1950 по 1964 год он также возглавлял Институт литературы этой академии.

## Биография
Йосип Видмар родился в Любляне, в прогрессивной семье среднего класса. Милан, старший брат Йосипа, стал известным инженером, шахматистом и писателем. Их младшая сестра Мета Видмар училась у знаменитого хореографа Мэри Вигман в Дрездене, а по возвращении в Любляну в 1930 году основала там первую школу современного танца в Словении.
В то время, когда на территории бывшего Австрийского Приморья, которое Великобритания передала Италии, большая часть словенцев подверглась процессу насильственной итальянизации, проводимой фашистами, Видмар выступал против аналогичных сербских попыток югославизации словенцев, проживающих в Королевстве Югославия. Известность ему принесли его критические эссе о литературе и политике, в том числе эссе 1933 года «Культурная проблема словенской идентичности».
Во время итальянской оккупации территории Словении, позже присоединённой к Италии как провинция Любляна, 26 апреля 1941 года в доме Видмара в люблянском районе Рожна-Долина был создан Антиимпериалистический фронт. Видмар занимал пост официального председателя организации до самого конца войны.

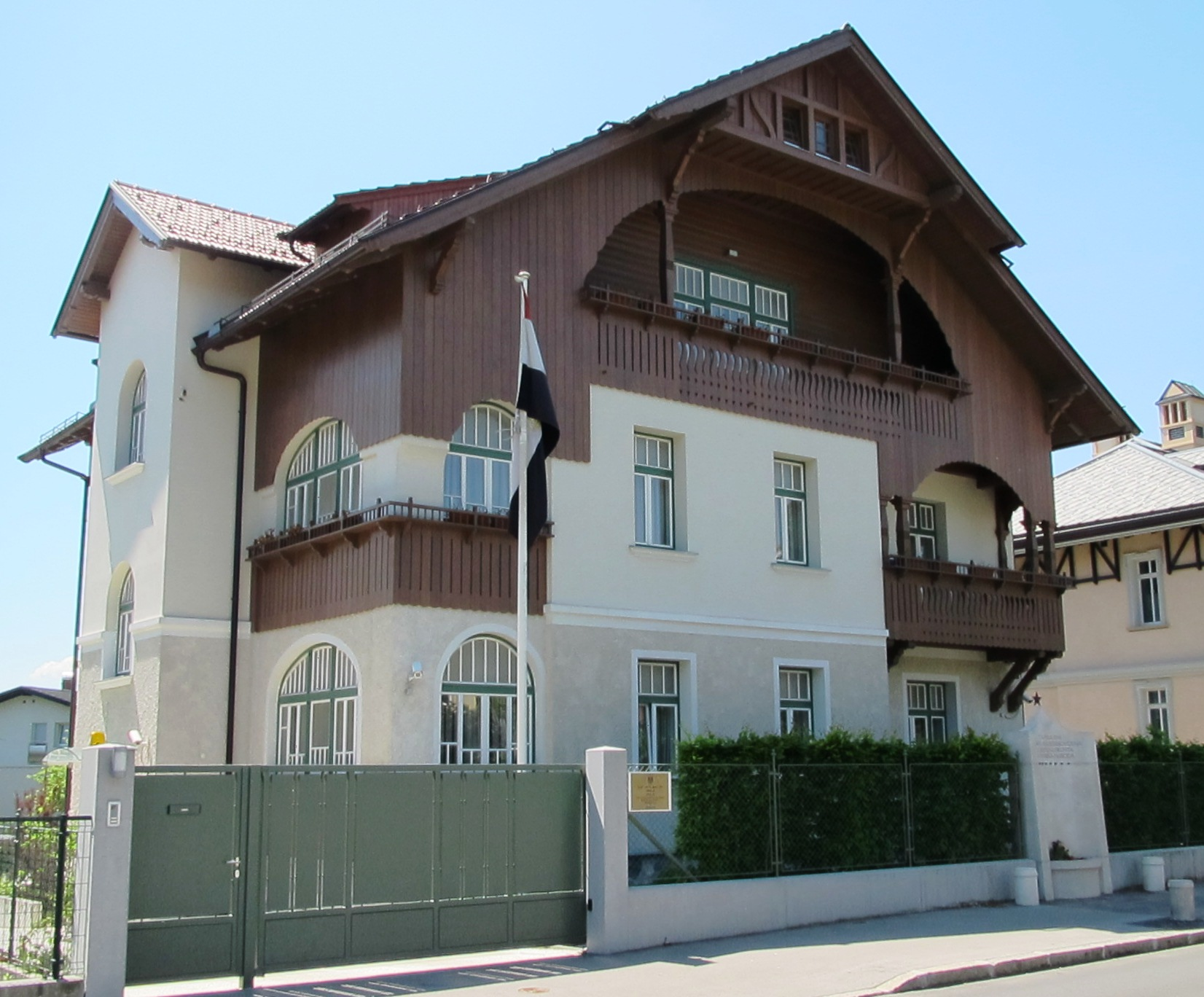
Дом Йосипа Видмара в Любляне

В 1946 году Видмар возглавил Конституционную скупщину Народной республики Словения, в 1947 году ставшей Народной скупщиной. Видмар оставался президентом её президиума до начала 1953 года. Видмар был президентом Югославской федеральной палаты народов (позже Палаты республик и областей). 
Видмар был близким другом хорватского писателя Мирослава Крлежи. С середины 1950-х до середины 1970-х годов, при режиме Тито, он был одной из самых влиятельных фигур в словенской культурной политике. В 1984 году Видмар был удостоен звания почётного гражданина Любляны.
Йосип Видмар умер 11 апреля 1992 года в Любляне в возрасте 96 лет.

## Творчество

### Переводы
Видмар переводил произведения с русского, французского, итальянского, немецкого, чешского, хорватского и сербского языков на словенский. Преимущественно это были пьесы и произведения драматургов: Алексея Арбузова, Гоголя, Грибоедова, Крлежи, Мольера, Бранислава Нушича, Александра Пушкина, Алексея Толстого и других авторов.

### Сборники эссе
- Literarne kritike
- Meditacije
- Polemike
- Dnevniki
- Obrazi